# 美守村
美守村（ひだもりむら）は、かつて新潟県中頸城郡にあった村。

## 沿革
- 1889年（明治22年）4月1日 - 町村制施行に伴い中頸城郡錦村、柳林村、岡木村、米子村、広井村、上広田村、下広田村、沖柳村、本郷村、越柳村、神田村、塔ノ輪村、山腰新田、末野村、末野新田、猿俣新田が合併し、美守村が発足。
- 1955年（昭和30年）10月1日 - 中頸城郡里五十公野村、上杉村と合併し、三和村となり消滅。